# Smelowskia americana
Smelowskia americana là một loài thực vật có hoa trong họ Cải. Loài này được Rydb. miêu tả khoa học đầu tiên năm 1902.